# ウィルキング・ロドリゲス
ウィルキング・ホセ・ロドリゲス・カラスコ（Wilking Jose Rodríguez Carrasco, 1990年3月2日 - ）は、ベネズエラ・カラボボ州プエルト・カベージョ出身のプロ野球選手（投手）。MLBのセントルイス・カージナルス傘下所属。右投右打。

## 経歴

### プロ入りとレイズ傘下時代
2007年2月26日にタンパベイ・デビルレイズと契約。ルーキー級ベネズエラン・サマーリーグ・デビルレイズ・レッズで17試合に登板し、3勝2敗2セーブ、防御率1.95だった。
2008年はルーキー級ベネズエラン・サマーリーグ・レイズで10試合に登板し、0勝1敗、防御率3.71だった。
2009年はルーキー級プリンストン・レイズで13試合に登板し、1勝6敗、防御率3.21だった。
2010年はA級ボウリンググリーン・ホットロッズで22試合に登板し、4勝10敗、防御率4.23だった。オフの10月に右肩の手術を行った。
2011年は前年の手術の影響で6月に復帰し、A-級ハドソンバレー・レネゲイズで2試合に登板後、6月にA級ボウリンググリーンへ昇格。A級では9試合に登板し、0勝3敗、防御率4.66だった。オフの11月18日にレイズとメジャー契約を結び、40人枠入りを果たした。
2012年3月14日にA+級シャーロット・ストーンクラブスへ異動。この年は右肩の故障でA+級で7試合の登板にとどまり、0勝4敗、防御率5.56だった。オフの10月20日に40人枠を外れ、AAA級ダーラム・ブルズへ降格した。
2013年はルーキー級ガルフ・コーストリーグ・レイズで8試合に登板し、0勝0敗、防御率0.00だった。オフの11月5日にFAとなった。

### ロイヤルズ時代
2013年11月23日にカンザスシティ・ロイヤルズとマイナー契約を結んだ。
2014年はAA級ノースウエストアーカンソー・ナチュラルズで開幕を迎え、リリーフとして11試合に登板。1勝0敗、防御率1.64と好投し、5月にAAA級オマハ・ストームチェイサーズへ昇格。AAA級で2試合に登板後、6月2日にロイヤルズとメジャー契約を結んだ。6月3日のセントルイス・カージナルス戦でメジャーデビュー。1点ビハインドの7回裏から登板し、1回を無安打無失点に抑えた。昇格後は2試合に登板したが、6月9日にAAA級へ降格。8月11日に放出された。ロイヤルズでは2試合に登板し、0勝0敗、防御率0.00だった。

### ヤンキース傘下時代
2014年8月18日にニューヨーク・ヤンキースとマイナー契約を結んだ。契約後はAAA級スクラントン・ウィルクスバリ・レイルライダースに異動したが、未登板のままシーズンを終えた。
2015年4月15日、禁止薬物であるフロセミドが検出されたため80試合の出場停止処分を受けた。7月にAAA級スクラントンで復帰して7試合に登板して2勝を挙げたが、メジャーに昇格することはなかった。オフの11月6日にリリースされた。
2016年以降はベネズエラのウィンターリーグであるリーガ・ベネソラーナ・デ・ベイスボル・プロフェシオナルでプレーしていた。

### メキシカンリーグ時代
2020年1月1日、メキシカンリーグのアグアスカリエンテス・レイルロードメンと契約を結んだが、新型コロナウイルスの感染拡大の影響でリーグが開催されなかった。
2021年5月28日にアグアスカリエンテス・レイルロードメンと再契約。13試合に登板し0勝2敗、防御率3.86の成績を残した。ウェイバー公示を経て7月18日に同リーグのドスラレドス・オウルズと契約。12試合に登板し、1勝1敗、防御率3.77の成績を残した。
2022年はドスラレドスで46試合に登板し、6勝2敗17セーブ、防御率2.01という好成績を挙げた。

### ヤンキース傘下時代
2022年8月30日にニューヨーク・ヤンキースとマイナー契約を結んだ。2015年以来となるMLB傘下球団の所属となったが、マイナーでも登板機会はなかった。

### カージナルス傘下時代
2022年12月7日に開催されたルール・ファイブ・ドラフトでセントルイス・カージナルスから指名され移籍した。
2023年はスプリングトレーニング終盤に右肩の張りを訴え、5月初旬に関節鏡手術を受けて戦線離脱となった。シーズン終了後の11月13日にFAとなったが、11月21日にマイナー契約でカージナルスと再契約を結んだ。

## 詳細情報

### 年度別投手成績
| 年 度    | 球 団    | 登 板 | 先 発 | 完 投 | 完 封 | 無 四 球 | 勝 利 | 敗 戦 | セ 丨 ブ | ホ 丨 ル ド | 勝 率 | 打 者 | 投 球 回 | 被 安 打 | 被 本 塁 打 | 与 四 球 | 敬 遠 | 与 死 球 | 奪 三 振 | 暴 投 | ボ 丨 ク | 失 点 | 自 責 点 | 防 御 率 | W H I P |
| -------- | -------- | ----- | ----- | ----- | ----- | -------- | ----- | ----- | -------- | ----------- | ----- | ----- | -------- | -------- | ----------- | -------- | ----- | -------- | -------- | ----- | -------- | ----- | -------- | -------- | ------- |
| 2014     | KC       | 2     | 0     | 0     | 0     | 0        | 0     | 0     | 0        | 0           | ----  | 7     | 2.0      | 1        | 0           | 1        | 0     | 0        | 1        | 0     | 0        | 0     | 0        | 0.00     | 1.00    |
| MLB：1年 | MLB：1年 | 2     | 0     | 0     | 0     | 0        | 0     | 0     | 0        | 0           | ----  | 7     | 2.0      | 1        | 0           | 1        | 0     | 0        | 1        | 0     | 0        | 0     | 0        | 0.00     | 1.00    |

- 2023年度シーズン終了時

### 背番号
- 68 （2014年）